# 青木俊介
青木 俊介（あおき しゅんすけ、1978年 - ）は、日本のエンジニア、実業家である。ロボットベンチャー・ユカイ工学代表。

## 経歴
1978年、神奈川県に生まれる。
開成中学校・高等学校に進学。
中学2年の時に観た『ターミネーター2』の中でエンジニアがパソコン上でAIを開発するシーンに影響を受ける。高校生時代も『唯脳論』（養老孟司）、ロドニー・ブルックスの論文「象はチェスをしない(Elephants Don't Play Chess)」などAIに関連する書籍を読み、AIについて勉強できるということで東京大学工学部計数工学科に進学する。
2001年、東京大学工学部4年のときに同級生の猪子寿之らとソフトウエア会社チームラボを設立し、取締役CTOに就任し、検索エンジンの開発などを行う。
2002年、東京大学工学部計数工学科を卒業。
ロボット開発の想いは強く、チームラボを辞め、2007年に鷺坂隆志と共にユカイ工学合同会社を創業する。同時に東華大学信息科学技術学院（上海）へ進学。AIの機械学習について学ぶ。
2008年にピクシブCTOに就任。2009年、東華大学信息科学技術学院修了。
2011年にはユカイ工学を株式会社に組織変更し、最高経営責任者（CEO）に就任する。
2015年より、グッドデザイン賞審査委員に就任している。

## 人物
尊敬する経営者として、盛田昭夫、岩田聡、ビル・ゲイツの3名を挙げている。